# Burago di Molgora
Burago di Molgora là một đô thị ở tỉnh Monza và Brianza thuộc vùng Lombardia của Italia, khoảng 20 km về phía đông bắc của Milano. Đến thời điểm 31 tháng 12 năm 2004, dân số đô thị này là 4.094 người, diện tích là 3,4 km².
Burago di Molgora giáp các đô thị: Vimercate, Ornago, Cavenago di Brianza, Agrate Brianza.